# Never Say Die!
Pour les articles homonymes, voir Never Say Die.
Albums de Black Sabbath
Technical Ecstasy
(1976) Heaven and Hell
(1980)
Singles
1. Never Say Die
Sortie : mai 1978
2. Hard Road
Sortie : octobre 1978

Never Say Die! est le huitième album studio du groupe heavy metal britannique Black Sabbath. Il est sorti le 28 septembre 1978 sur le label Vertigo et a été produit par le groupe.

## Historique
Il s'agit à ce jour du dernier album enregistré avec la formation originelle du groupe, en particulier avec Ozzy Osbourne au chant, qui ne participera à aucun autre enregistrement studio avec Black Sabbath pendant 35 ans. Si Osbourne redevient officiellement le chanteur de Black Sabbath en 2013 avec l'album 13, la formation initiale ne se réunira plus jamais dans son ensemble pour aucun des albums à venir. C'est également le seul album du groupe avec le claviériste Don Airey, qui joue ici en tant que musicien invité. On le retrouva par la suite avec Ozzy Osbourne puisqu'il a joué sur les albums solo de ce dernier, Blizzard of Ozz en 1980 et Bark at the Moon en 1983 ainsi que sur The 1996 DEP Sessions de Tony Iommi publié en 2004.

### Enregistrement
Au moment de l'enregistrement de Never Say Die!, les membres de Black Sabbath étaient tous de gros consommateurs de drogues et d'alcool. Avant l'enregistrement, le chanteur Osbourne a brièvement quitté le groupe et a été temporairement remplacé par l'ancien chanteur de Savoy Brown et de Fleetwood Mac, Dave Walker. En 1992, le guitariste Tony Iommi expliqua à Guitar World[réf. nécessaire] : « Nous n'avons jamais voulu qu'Ozzy parte, et je pense qu'il voulait revenir — mais personne ne disait à l'autre ce qu'il ressentait. Nous avons donc dû faire venir un autre chanteur et tout réécrire, du tout nouveau matériel ». Le groupe a écrit une poignée de chansons avec Walker, cette formation éphémère interprétant même une première version de ce qui deviendra plus tard Junior's Eyes dans l'émission de la BBC Look Hear. Osbourne a finalement rejoint le groupe, refusant de chanter les chansons écrites avec Walker. Tony Iommi a précisé pour le magazine Guitar World en 1992[réf. nécessaire] : « ... Bill Ward a dû chanter sur une chanson (Swinging The Chain) puisque Ozzy a refusé de la chanter. Nous avons fini par écrire dans la journée pour pouvoir enregistrer le soir et nous n'avons jamais eu le temps de réentendre les chansons et de faire des changements. En conséquence, l'album semble très confus. »
Les chansons avec Walker ont été refaites, y compris Junior's Eyes, qui a été réécrite pour évoquer la mort récente du père d'Osbourne. « Nous avons eu quelques problèmes internes », a admis Osbourne au magazine Sounds à l'époque. « Mon père était en train de mourir, alors ça nous a mis par terre pendant plus de trois mois avec l'enterrement et tout. J'ai quitté le groupe pendant cette période avant de nous réunir pour l'enregistrer. » Osbourne a ensuite déclaré dans ses mémoires, I Am Ozzy : « Personne n’a vraiment parlé de ce qui s’est passé. Je me suis retrouvé en studio un jour — je pense que Bill essayait de jouer le rôle de pacificateur au téléphone — et ce fut la fin de tout. Mais il était évident que les choses avaient changé, surtout entre Tony et moi. Je pense qu'aucun de nous n'avait encore le cœur à faire ça. »
L'album a été enregistré aux studios Sounds Interchange de Toronto. « Nous sommes allés à Toronto pour enregistrer, et c'est à ce moment-là que les problèmes ont commencé », se rappelle Iommi. « Pourquoi Toronto ? À cause des taxes, en fait. Le studio a été réservé au moyen de brochures parce que les gens pensaient que ce serait une bonne solution. Nous sommes arrivés là et le son [du studio] était mort — totalement mauvais. Nous ne pouvions pas obtenir un vrai son de concert. Nous avons donc dû arracher la moquette pour essayer de rendre le résultat aussi vivant que possible. Ils étaient d'accord, mais il a fallu du temps pour que tout soit parfait. Il n'y avait pas d'autres studios disponibles. » En 2001, Iommi explique à Dan Epstein de Guitar World[réf. nécessaire] : « J'ai réservé un studio à Toronto et nous avons dû trouver un lieu de répétition. Nous avions donc ce cinéma dans lequel nous nous rendions à dix heures du matin. il faisait très froid ; on était en plein hiver là-bas, vraiment affreux. Et nous étions là à essayer d’écrire des chansons pendant la journée et de les enregistrer le soir. » Dans le même article, le bassiste Geezer Butler ajoute[réf. nécessaire] : « Never Say Die! est un album-collage... Les gens ne se rendent pas compte que c'était une sorte de pied-de-nez, l'affaire Never Say Die!. Parce que si nous étions là à essayer de finir cet album, je savais que c'était bel et bien terminé, ce groupe ; nous savions simplement que cela ne se reproduirait plus jamais. Nous avions fait cette tournée avec le groupe Van Halen à l'occasion de leur dixième anniversaire en 1978, et tout le monde disait : "À nous dans dix ans !" Et moi (roulant des yeux) "Ouais, c'est ça !" » Butler s'étonne aussi de la critique d'Osbourne à propos de ses paroles, racontant à Guitar World en 1994[réf. nécessaire] : « j'ai eu horreur de le faire à la fin de l'ère Ozzy. Il disait : "Je ne chante pas ça". Il fallait donc repenser le tout. » Selon le livre de 2004 How Black Was our Sabbath, Iommi aurait déclaré : « Nous étions tous dans des jeux idiots... et nous nous droguions vraiment... nous allions aux séances et devions remballer le matériel parce que nous étions trop défoncés. Personne ne pouvait rien obtenir. Nous étions complètement dispersés. Tout le monde jouait différemment. » « Avec Never Say Die!, nous n'avions aucune chance », a déclaré Osbourne à Kory Grow du magazine Spin[réf. nécessaire]. « Nous étions juste une bande de gars en train de se noyer. Nous ne nous entendions pas et nous étions tous éclatés par la drogue et l'alcool. Et j'ai été viré. C'était juste une mauvaise chose. Vous essayez de garder la tête au-dessus de l'eau mais la marée finit par vous emporter. »
Dans les notes du livret de l'album Reunion de 1998, Ward défend cet album : « Dans les circonstances, je pense que nous avons fait de notre mieux. Nous nous occupions nous-mêmes des affaires commerciales, nous n'avions pas des millions de la part de la maison de disques et malgré l'alcool et le départ d'Ozzy, nous avons essayé d'expérimenter le jazz et des styles similaires à ceux de nos débuts. Des chansons comme Johnny Blade et Air Dance me plaisent toujours. » Ozzy Osbourne est en complet désaccord dans son autobiographie, du moins en ce qui concerne les expériences du  groupe avec le jazz, appelant l'instrumental Breakout « un groupe de jazz faisant "da-dah-da-dah, DAH", et j'ai juste pensé : Oh non ce n'est pas moi, ça ! Le résultat final est que Breakout c'en était trop pour moi. Avec des morceaux comme celui-ci sur l'album, on aurait tout aussi bien pu s'appeler Slack Haddock, pas Black Sabbath. La seule chose impressionnante pour un groupe de jazz pour ma part, était combien ils pouvaient boire. »
Alors que Butler est crédité pour les paroles de Swinging the Chain, elles ont en fait été composées par Bill Ward.
La pochette de l'album est la deuxième (après Technical Ecstasy) réalisée par Hipgnosis. Les versions américaine et britannique différent légèrement de par les images estompées de pilotes militaires britanniques vus dans le ciel. La pochette intérieure comporte des graphismes en accord avec la pochette et les crédits mais pas de paroles. L'avion sur la couverture semble être un Texan T-6 nord-américain.

### Réception
Hormis dans les charts britanniques, où il atteindra la 12e place, cet album ne sera classé qu'a des places inférieures aux albums précédents. Il se classa à la 69e place du Billboard 200 aux États-Unis où il sera certifié disque d'or en 1997 soit dix-neuf ans après sa sortie.
Néanmoins, les deux singles, Never Say Die (#21) et Hard Road (#33) seront les premiers depuis Paranoid (sorti en 1970) à se classer dans les charts britanniques.
.

## Contenu de l'album
- Toutes les chansons sont signées par Ozzy Osbourne, Tony Iommi, Geezer Butler et Bill Ward.

Face 1
1. Never Say Die - 3:49
2. Johnny Blade - 6:28
3. Junior's Eyes - 6:43
4. A Hard Road - 6:06

Face 2
1. Shock Wave - 5:15 s
2. Air Dance - 5:18
3. Over To You - 5:24
4. Breakout (instrumental) - 2:35
5. Swinging The Chain - 4:05

## Composition du groupe
- Ozzy Osbourne : chant, chœurs
- Tony Iommi : guitare, chœurs sur A Hard Road
- Geezer Butler : basse, chœurs sur A Hard Road
- Bill Ward : batterie, chant sur Swinging The Chain, chœurs sur A Hard Road

Musiciens additionnels
- Don Airey : claviers
- Jon Elstar – harmonica sur "Swinging the Chain"
- Wil Malone – arrangements des cuivres

## Charts et certification
| Pays        | Durée du classement | Meilleur classement |
| ----------- | ------------------- | ------------------- |
| Canada      | 3 semaines          | 90e                 |
| États-Unis  | 14 semaines         | 69e                 |
| France      | 4 semaines          | 33e                 |
| Royaume-Uni | 6 semaines          | 12e                 |
| Suède       | 1 semaine           | 37e                 |

| Pays       | Certification | Ventes    | Date       |
| ---------- | ------------- | --------- | ---------- |
| États-Unis | Or            | 500 000 + | 07/11/1997 |

### Charts singles
| Date       | Single        | Chart            | Durée du classement | Position |
| ---------- | ------------- | ---------------- | ------------------- | -------- |
| 24/06/1978 | Never Say Die | UK Singles Chart | 8 semaines          | 21e      |
| 21/10/1978 | Hard Road     | UK Singles Chart | 4 semaines          | 33e      |